# Forst (Lusácia)
Forst (em baixo sorábio : Baršć/Lidožyca) é uma Cidade alemã localizada no Brandemburgo e a região histórica de Baixa Lusácia. É o centro administrativo do arredondamento de Spree-Neisse.
A cidade de Forst está localizada ao leste de Cottbus junto ao rio fronteiriço Neisse. Sobre a margem oposta, localizada na Polónia, encontra-se a vila polaca de Zasieki que depende da cidade de Brody (Pforten), que tem sido até em 1945 um bairro de Forst, mas foi desatado pela criação da linha Oder-Neisse. Uma parte da população fala sempre o baixo sorábio que é uma língua eslava.
Forst compreende onze bairros :
1. Forst
2. Bohrau
3. Briesnig
4. Groß Bademeusel
5. Groß Jamno
6. Forno (Rogow)
7. Klein Bademeusel
8. Klein Jamno
9. Mulknitz
10. Naundorf
11. Sacro

A cidade de Forst fez parte da Lusácia que esteve ligada ao reino da Prússia em 1815.
Após a Segunda Guerra Mundial, a cidade tem sido integrada na Alemanha Oriental.
Em 1995, o museu das tradições abriu numa antiga fábrica de têxteis e apresenta os oficios relacionados à draperie e à história da cidade.

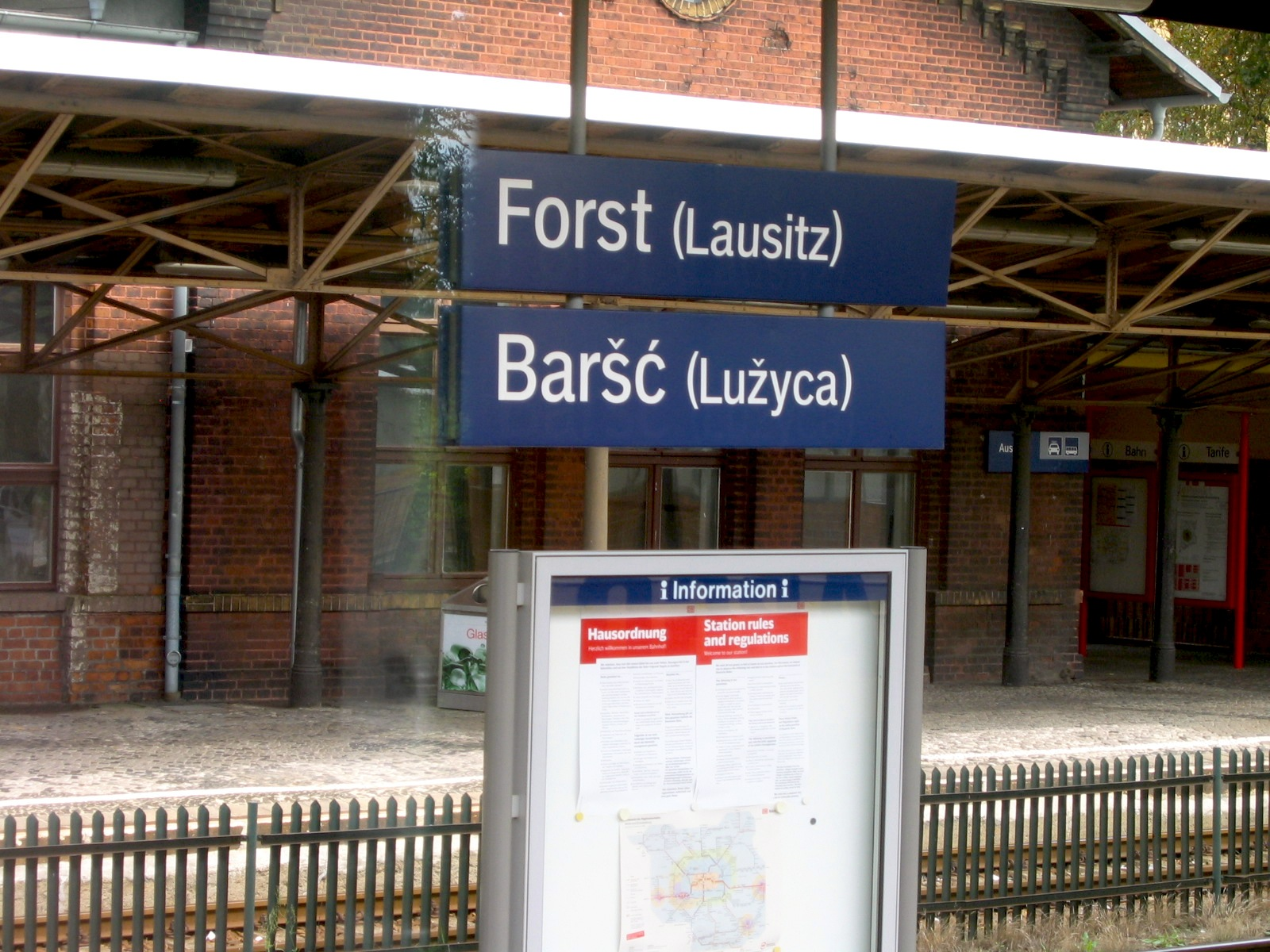
Cartaz bilingue alemão/sorabe da temporada de Forst (Lausitz)/Baršć (Lidožyca)

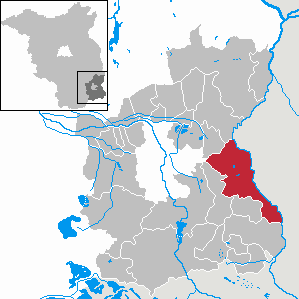
Localização de Forst no arredondamento de Spree-Neisse

## Demografia
- Desenvolvimento da população nos limites actuais. -- Linha azul: População; Linha pontilhada: Comparação com o desenvolvimento de Brandebourg -- Fundo cinza: Período da dieta nazista; Fundo vermelho: Período da dieta comunista
- Evolução recente (linha azul) e previsões do efectivo de residentes

| 1875 | 19 084 |
| 1890 | 27 494 |
| 1910 | 31 594 |
| 1925 | 32 977 |
| 1933 | 35 112 |
| 1939 | 36 771 |
| 1946 | 32 683 |
| 1950 | 33 339 |
| 1964 | 32 342 |
| 1971 | 31 471 |

| 1981 | 28 870 |
| 1985 | 28 031 |
| 1989 | 27 703 |
| 1990 | 27 214 |
| 1991 | 26 363 |
| 1992 | 26 024 |
| 1993 | 26 085 |
| 1994 | 25 961 |
| 1995 | 25 701 |
| 1996 | 25 543 |

| 1997 | 25 403 |
| 1998 | 25 164 |
| 1999 | 24 840 |
| 2000 | 24 309 |
| 2001 | 23 839 |
| 2002 | 23 395 |
| 2003 | 23 122 |
| 2004 | 22 781 |
| 2005 | 22 391 |
| 2006 | 22 112 |

| 2007 | 21 674 |
| 2008 | 21 304 |
| 2009 | 20 971 |
| 2010 | 20 618 |
| 2011 | 19 576 |
| 2012 | 19 312 |

As fontes de dados encontram-se em detalhe nos Wikimedia Commons.

## Personalidades relacionadas a Forst
- Bruno Kastner (1890-1932), actor